# HD 85871
HD 85871，又名CP-54 2816，SAO 237448、HR 3920，是一颗恒星，视星等为6.48，位于銀經279.41，銀緯-0.87，其B1900.0坐标为赤經9h 49m 35s，赤緯-54° -0.87′ 7″。